# Charlie Tango
Charlie Tango, pseudonimo di Sebastian Cristofaro (23 marzo 1976), è un produttore cinematografico, regista e autore italiano.

## Biografia
Charlie Tango nasce in Puglia nel 1976 e all'età di 2 anni la sua famiglia si trasferisce a Padova. Qui si scrive all'Università di Padova, senza però conseguire la laurea. Inizia a realizzare video amatoriali con l'amico d'infanzia Gip Cutrino; nel 1998 i due iniziano a lavorare per MTV Italia. Nel 2002, durante un viaggio negli Stati Uniti, gira, sempre con Cutrino, dei corti parodia di famose serie tv americane degli anni '80 e al rientro in Italia decide di provare a trasformare questa sua passione in un lavoro e inizia a creare i pupazzi che poi diventeranno i Munchies.

## Carriera
Charlie Tango inizia nel 2003 con Miki Shipperman e Gip Cutrino, con il primo programma I Munchies, programma di irriverenti scherzi telefonici animati da pupazzi, in onda su Italia 1 ed MTV.
Inizia quindi a collaborare con Mediaset per altri progetti televisivi. Nel 2003 la sua società viene contattata dagli Articolo 31 per la realizzazione del videoclip del brano "L'italiano medio", che vede come protagonisti proprio i pupazzi della famiglia Munchies. Nel 2004 con il pupazzo Catozzo, a cui dà la voce, conduce con Enrico Papi il programma di Gossip "Papirazzo" in onda su Italia 1. Negli stessi anni produce anche il videoclip della sigla del programma I Munchies, dal titolo "Let the Munchies Play" e due videoclip per il gruppo italiano Gem Boy, per i brani "2 di Picche" e "Goldrake al ristorante", per quest'ultimo viene creato un pupazzo ad hoc.
Nel 2006 collabora alla produzione del primo programma italiano per FX, dal titolo "Stand Up", viaggio itinerante tra Stati Uniti e Centro America condotto da Gip Cutrino e Miki Shipperman, per lo stesso editore cura delle rubriche per il programma "Krauti", di approfondimento calcistico sui Mondiali di Calcio del 2006. Dal 2006 al 2007 produce degli sketch comici per "Mai dire Reality" e "Mai dire martedì", sempre per le reti Mediaset con il duo comico Nuzzo e Di Biase.
Sempre nel 2007 inizia la sua collaborazione con Comedy Central, producendo dei contenuti comici (candid camera e comiche) per il programma "Amici miei", nel 2008 si dedica alla produzione di due edizioni del programma "Neurovisione" con la regia di Latino Pellegrini per lo stesso editore, con il duo comico composto da Bianchi e Pulci. Ancora per Comedy Central produce nel 2010 "Piazza la risata", un programma itinerante alla ricerca del miglior barzellettiere italiano.
Nello stesso anno produce per FX due edizioni di "Sexy Camera all'italiana", programma di sexy candid camera, di cui cura anche la parte autorale e la regia.
In quel periodo Charlie Tango realizza dei cortometraggi per Replay footwear, Museum The Original e Mercer, destinati alla distribuzione web e social. Nel 2009 co-produce con la società Wilder di Lorenzo Mieli "Assenza di segnale" per Sky Uno, un programma di parodie di famosi format in onda sulla piattaforma Sky Italia. Nel 2010 torna alla regia di un programma con protagonisti i pupazzi Munchies dal titolo "Eve e i Munchies", alle prese per la prima volta con un'attrice in carne ed ossa, in una serie tv per Italia 1. Inizia in questa fase la collaborazione con Scherzi a Parte, di cui inizialmente sarà autore di studio per poi dedicarsi alla produzione degli scherzi.
Grazie alla sua esperienza con le telecamere nascoste, maturata in diverse produzioni caratterizzate da candid camera, viene contattato nel 2011 da Comedy Central per produrre due edizioni di "Sexy Angels", un nuovo programma di scherzi sexy, per cui cura sia la parte autorale che la regia. Nello stesso anno produce per Rai5 il programma musicale "The Snatch" con interviste e duetti di importanti cantautori italiani, tra cui Vinicio Capossela, Roy Paci, Moni Ovadia, Massimo Bubola, Giuseppe Vessicchio, L'aura.
Nel 2012 si interessa al mondo dei videogames e crea una piattaforma di gaming online, che seguirà fino al 2018.
Dal 2012 al 2013 realizza tre edizioni del programma Archimede - La scienza secondo Italia 1, con la conduzione di Niccolò Torielli in onda su Italia 1, di cui cura anche la regia. Negli stessi anni viaggia per l'Italia producendo e curando la regia di "Un'altra vita" per Rai 5, che racconta le storie di persone che hanno cambiato la loro vita rinunciando ad un lavoro sicuro e convenzionale per seguire i loro sogni, condotto da Simone Perotti. Dal 2013 inizia una collaborazione con il gruppo editoriale Domus per il quale cura e produce per due anni la web tv di Quattroruote e Dueruote.
A partire dal 2013 segue la regia e la produzione di sette edizioni di Cambio casa, cambio vita, programma presentato da Andrea Castrignano e in onda su La5 e nel 2016 torna alle prese con gli scherzi e le telecamere nascoste ideando e producendo con Marco Balestri un nuovo format per la prima serata di Italia 1, dal titolo Lo scherzo perfetto.
Dal 2016 inizia il suo percorso di docenze come esperto esterno di filmmaking presso diverse strutture di formazione tra cui l'Università Ca' Foscari di Venezia. Nel 2018 scrive e produce il format dal titolo 9 Mesi per La5, sulle emozioni di coppie che aspettano un bambino.
Nel 2019 produce per Focus Tv una serie di puntate sul restauro conservativo delle auto d'epoca, dal titolo "Spirito Italiano", con la partecipazione di Corrado Lopresto, esperto collezionista italiano.
Nel 2020 debutta come regista nel mondo del cinema con il lungometraggio Carolina e Topo Tip. Il mistero di Halloween, prodotto dallo Studio Bozzetto & Co e Sony Music Entertainment e distribuito da Nexo Digital con il partner multimediale MYmovies.it.

## Filmografia

### Televisione
- I Munchies 1ª e 2ª Ed (Italia 1 - 2003 - 2004 autore, regista, produttore)
- Papirazzo (Italia 1 - 2004 - autore e doppiatore del pupazzo Catozzo)
- The Munchies (MTV Italia - 2005 - autore, regista, produttore)
- Doppia Canna (Italia 1 - 2005 - autore, regista, produttore)
- Stand Up (Fox Channels Italia FX - 2005 - 2006 - produttore)
- Krauti (Fox Channels Italia FX - 2006 - produttore di contenuti)
- Mai dire Reality (Italia 1 - 2006 - regista e produttore della parodia del format "La pupa e il Secchione")
- Mai dire Martedì (Italia 1 - 2007 - regista e produttore della rubrica "La coppia in crisi")
- Amici Miei (Comedy Central - 2007 - produttore di contenuti)
- Neurovisione 1ª e 2ª Ed (Comedy Central - 2007 - 2008 - produttore)
- Sexy Camera all'italiana 1ª e 2ª Ed (Fox Channels Italia FX - 2008 - 2009 - autore, regista, produttore)
- Assenza di Segnale (Sky Uno - 2009 - produttore)
- Piazza la risata (Comedy Central - 2010 - 2011 - autore, regista, produttore)
- Eve e i Munchies (Italia 1 - 2010 - 2011 autore, regista, produttore)
- Scherzi a Parte (Canale 5 - 2010 - autore di studio)
- Sexy Angels 1ª e 2ª Ed (Comedy Central - 2011 - 2012 - autore, regista, produttore)
- The Snatch (Rai 5 - 2011 - 2012 - regista, produttore)
- Scherzi a Parte (Canale 5 - 2011 - 2020 - autore, regista e produttore di scherzi)
- Archimede, la scienza secondo Italia 1 - 1ª, 2ª e 3ª Ed (Italia 1 - 2012 - 2013 - regista, produttore)
- Un'altra vita (Rai 5 - 2012 - 2013 - regista, produttore)
- Cambio Casa Cambio Vita - 7 Ed (La5 - 2013 - 2019 - regista)
- Lo scherzo perfetto (Italia 1 - 2016 - 2017 - regista, produttore)
- 9 Mesi (La5 - 2018 - 2019 - autore, regista, produttore)
- Spirito Italiano (Focus Tv - 2019 - 2020 - regista, produttore)

### Cinema
- Carolina & Topo Tip. Il mistero di Halloween (2020 - regia)

### Videoclip
- L'italiano medio - Articolo 31 (2003 - autore, regista, produttore)
- Let the Munchies play - The Munchies (2004 - autore, regista, produttore)
- 2 di Picche - Gem Boy (2005 - produttore)
- Goldrake al ristorante - Gem Boy (2005 - produttore)

### Web & Commercials
- The Mercer - Spot commerciale per il web (abbigliamento - 2007 - autore, regista, produttore)
- Museum The Original - 2 Cortometraggi branded content (abbigliamento tecnico - 2008 / 2009 - autore, regista, produttore)
- Replay Footwear - 3 Cortometraggi branded content (calzature - 2009 / 2010 - produttore)
- Domus - Quattroruote e Dueruote - contenuti per la Web Tv (automotive - 2013 / 2015 - produttore)
- Ferrari - produzione di scherzi per teambuilding aziendale (automobili - 2015 - produttore - regista)

## Riconoscimenti
Premio MOIGE per il programma televisivo "9 Mesi" in onda su La5